# الكسندر ولكوت
الكسندر ولكوت هو سياسي أمريكي، ولد في 1758 في Windsor, Connecticut ‏ في الولايات المتحدة، وتوفي في 1828 في ميدلتاون في الولايات المتحدة. نشط حزبياً في الحزب الجمهوري الديمقراطي.